# JAC Motors
Jianghuai Automobile Co Ltd (SSE:600418) (=安徽江淮汽车股份有限公司), også kendt som JAC, er en børsnoteret og statsejet personbils- og erhvervskøretøjsfabrikant. Virksomheden har hovedsæde i Hefei, Anhui-provinsen, Kina.
I 2010 var virksomheden med 458.500 solgte enheder (2,5 % markedsandel) den ottende største kinesiske automobil-fabrikant. Den beregnede produktionskapacitet er på 500.000 enheder årligt anno 2009.

## Historie
Virksomheden blev etableret i 1964 som Hefei Jianghuai Automobile Factory, navnet blev i i 1997 ændret til Anhui Jianghuai Automobile Co Ltd. JAC blev børsnoteret på Shanghai Stock Exchange i 2001.
JAC har historisk set kun produceret lastbiler (under navnet Jianghui), men MPV'ere og SUV's er tilføjet produktportefølgen i 00'erne. I 2007 har virksomheden fået tilladelse til at kalde sig for personbilfabrikant, men virksomheden foretrækker stadig at blive kaldt for lastbilfabrikant.
I 2009 overvejede de kinesiske myndigheder at lade JAC fusionere med Chery, da de begge har hjemsted i Anhui-provinsen. JAC var ikke interesseret i fusionen og er stadig en selvstændig virksomhed.

## Joint Ventures
JAC har siden 2010 haft joint ventures med Navistar International Corporation og NC2 Global (et Navistar/Caterpillar joint venture).

## Eksport
Siden første eksport i 1990 (til Bolivia), har JAC's produkter været solgt i over 100 lande i Asien, Afrika og Sydamerika.

## Produktions- og forskningsfaciliteter
JAC har forsknings- og udviklingscenter i Hefei, Kina. Desuden udenlands i Torino, Italien og i Tokyo, Japan.
Produktionen foregår i Hefei.